# Neil Buchanan
Neil Buchanan (Aintree, 11 ottobre 1956) è un conduttore televisivo e chitarrista britannico.

## Biografia
Nato ad Aintree, nella contea del Merseyside, Neil Buchanan ha frequentato il Liverpool High School Institute di Liverpool.

## Carriera musicale
Nel 1976 Buchanan è diventato il chitarrista della band Marseille, con la quale ha inciso quattro album e 15 singoli entrando sulla scena del N.W.O.B.H.M. Dopo aver abbandonato il gruppo nel 1980 ha cominciato la sua carriera televisiva, ma nel 2008 è tornato insieme ai membri originali dei Marseille.

## Carriera televisiva
Neil Buchanan debutta in uno show televisivo chiamato No. 73, poi rinominato 7T3. In seguito ha presentato il programma per bambini Motormouth insieme a Gaby Roslin fino alla cancellazione del programma nel 1991.
Dal 1990 ha condotto sul canale per bambini CiTV la versione britannica di Art Attack, un programma prodotto dalla Disney (nelle edizioni trasmesse nel resto del mondo Buchanan apparirà solo negli "attacchi d'arte alla grande", mentre il programma verrà presentato dai conduttori delle rispettive nazioni).
(Neil Buchanan all'inizio di ogni puntata di Art Attack)
(Neil Buchanan al termine di ogni puntata di Art Attack)
In una delle rubriche di questo programma, Buchanan realizza scene o disegni con i più svariati materiali, che vanno da semplici stracci, a chicchi di sale o riso. Nella trasmissione sembra che riesca a realizzarli in pochi minuti, ma, in una sua recente intervista, ha dichiarato che all'interno di un capannone, aiutato dal suo valido staff, prova diverse soluzioni per ogni disegno, e per ultimarli ci vogliono dai 6 agli 8 giorni di lavoro. Sempre in Art Attack, Buchanan pronuncia la frase “Try It Yourself!” (“Provateci anche voi!”) ogni volta che porta a termine una sua opera.
Nel 2000, Britt Allcroft ha acquisito i diritti del programma per £ 14.000.000 di sterline.
Buchanan ha, inoltre, condotto altri programmi per ragazzi, come Finders Keepers, It's a Mystery e Zzzap! (in cui interpreta il personaggio Smarty Arty).
Nel 2001 portò in scena, al Philharmonic Hall di Liverpool, uno spettacolo teatrale in stile stand-up comedy intitolato Neil Buchanan: Talking Politics, in cui criticava aspramente i politici inglesi dell'epoca. Lo spettacolo fu cancellato dopo soli tre giorni a causa della scarsa affluenza di pubblico.
Nel settembre 2020 ritorna alla ribalta come protagonista involontario di una teoria del complotto secondo la quale Buchanan si celerebbe dietro all'identità segreta dello street artist Banksy.